# San Carlos (distrito do Panamá)

Localização do distrito de San Carlos.

San Carlos é um distrito da província de Panamá Oeste, Panamá. Possui uma área de 337,00 km² e uma população de 15.541 habitantes (censo 2000), perfazendo uma densidade demográfica de 46,12 hab./km². Sua capital é a cidade de San Carlos.